# Vallée de Citlalpul
Citlalpul Vallis
La vallée de Citlalpul (désignation internationale : Citlalpul Vallis) est une vallée située sur Vénus dans le quadrangle de Barrymore. Elle a été nommée en référence au nom aztèque de la planète Vénus (anciennement Citlalpul Valles).